# Tomson-Bock

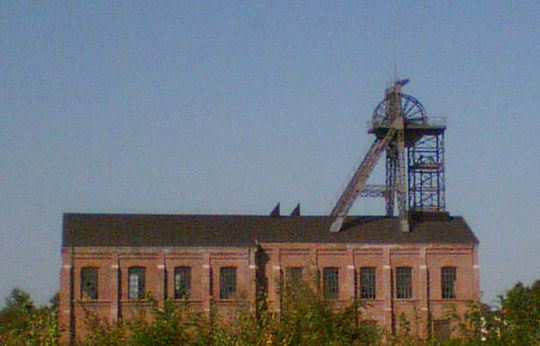
Tomson-Bock-Fördergerüst der ehemaligen Zeche Gneisenau

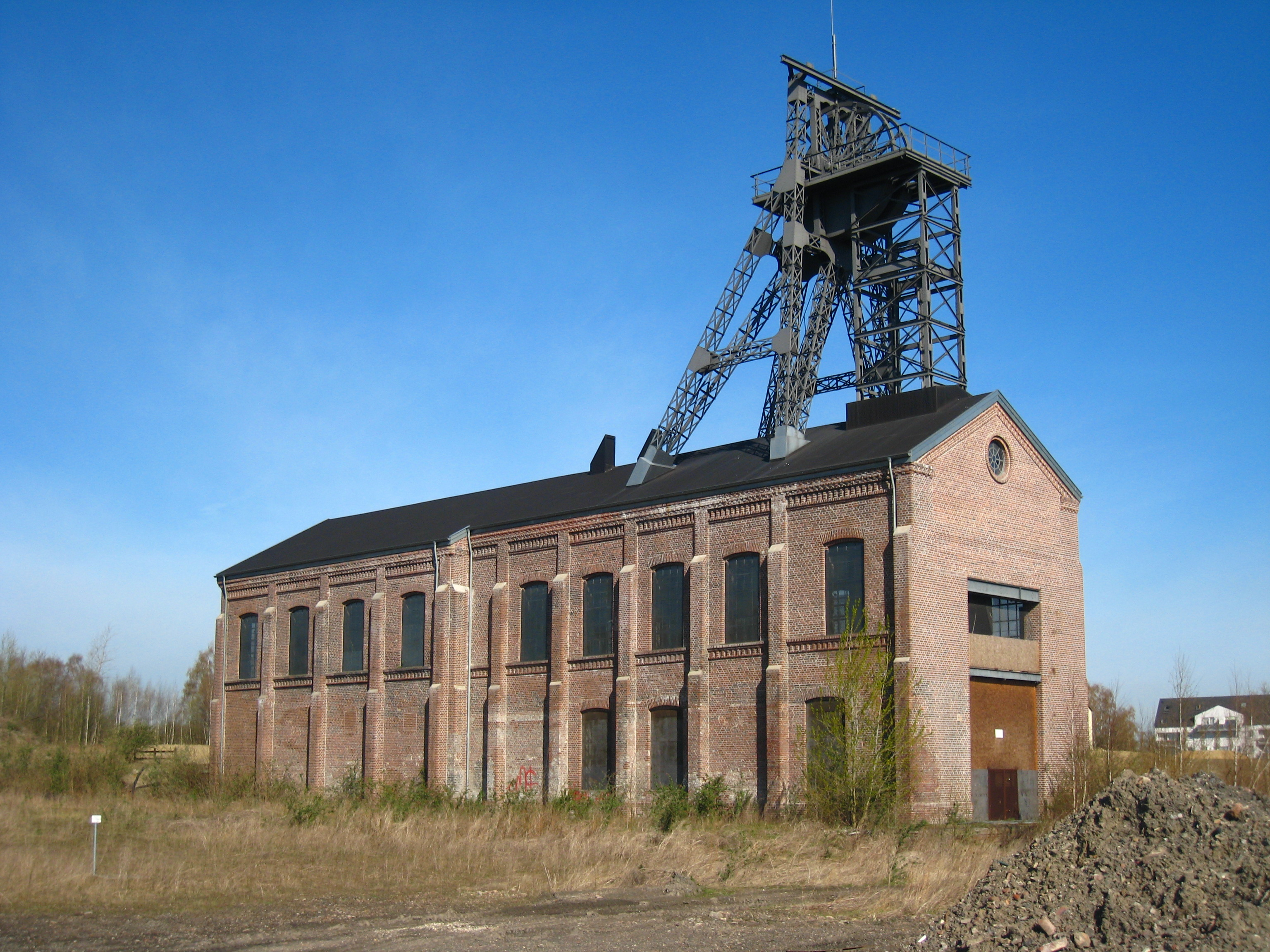
Tomson-Bock

Ein Tomson-Bock ist eine spezielle Fördergerüst-Bauart im Bergbau. Benannt ist sie nach Eugen Tomson, der in den 1880er- und 1890er-Jahren Werksdirektor der Zeche Gneisenau in Derne war. 
Es ist eine abgewandelte Form des englischen Bockgerüstes. Der Englische Bock ist eine Konstruktion aus Stützen zur vertikalen Lastabtragung und Streben in Richtung Fördermaschine zur Aufnahme der Horizontalkräfte. Kennzeichnendes Element des Tomson-Bocks sind die in den hochgezogenen Stützpfeilern gelagerten Seilscheiben.
Der Tomson-Bock wurde insbesondere im Ruhrbergbau genutzt, zu seiner Blütezeit fanden sich hier über 100 dieser Fördergerüste. Besonders verbreitet war der Tomson-Bock auf den Bergwerken der Harpener Bergbau AG, namentlich auf Zeche Preußen, Zeche Scharnhorst, Zeche Neu-Iserlohn, Zeche Heinrich Gustav, Zeche Kurl, Zeche Schürbank & Charlottenburg.
Der einzige noch erhaltene Tomson-Bock befindet sich heute auf dem Gelände der früheren Zeche Gneisenau. Zugleich ist er das vermutlich älteste erhaltene Fördergerüst der Region.

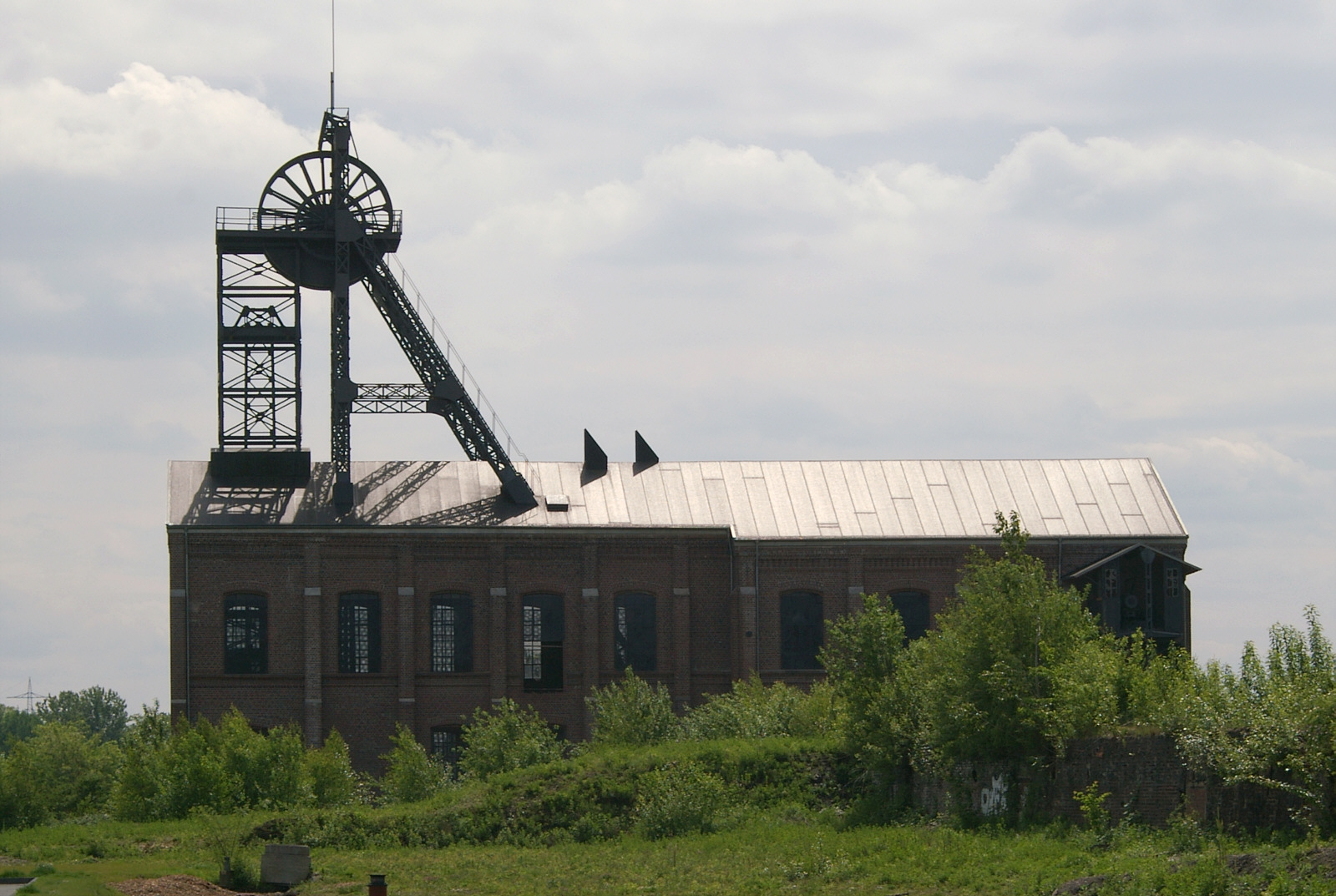
Gegenlichtaufnahme
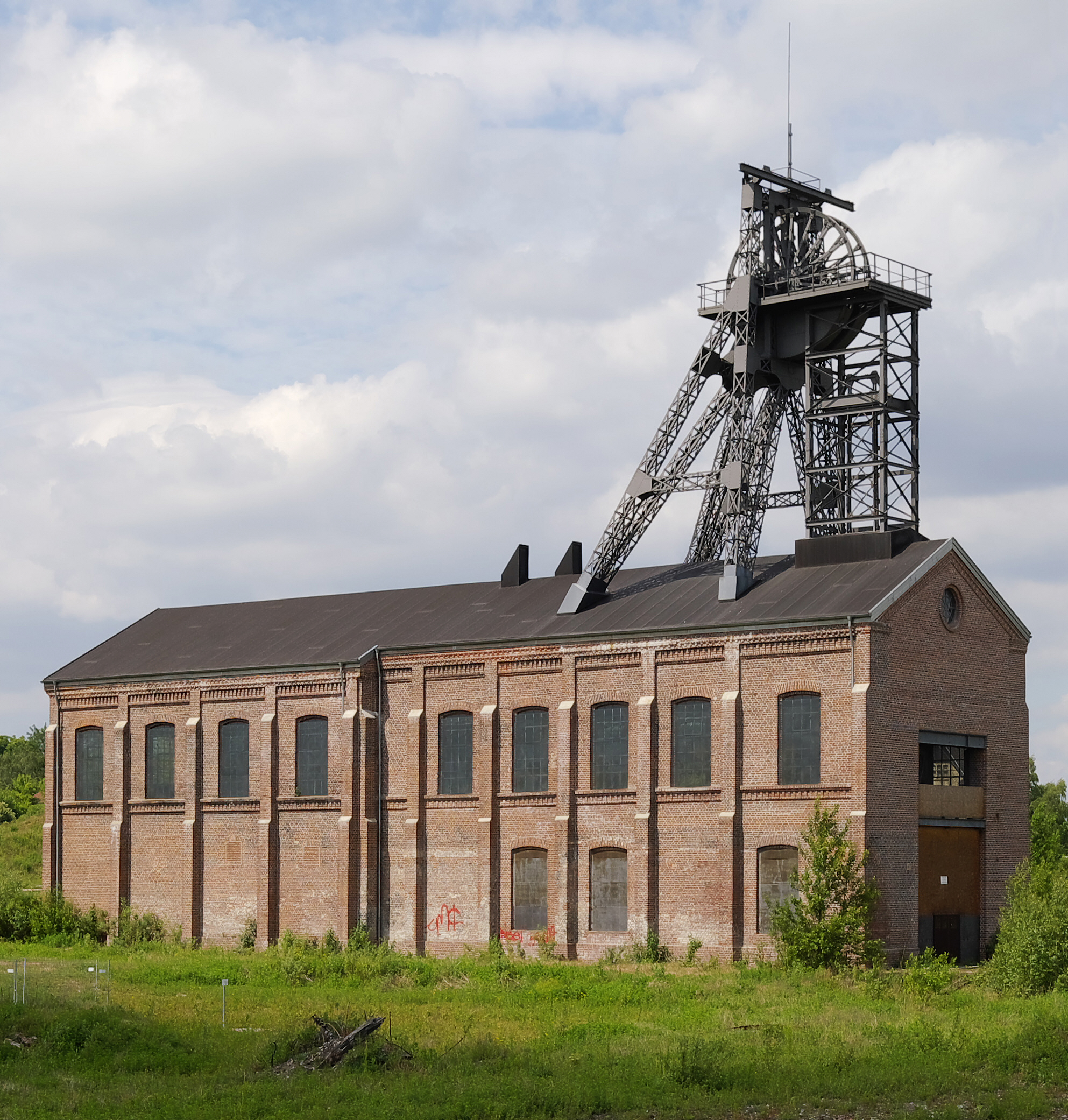
Ansicht von Südwesten
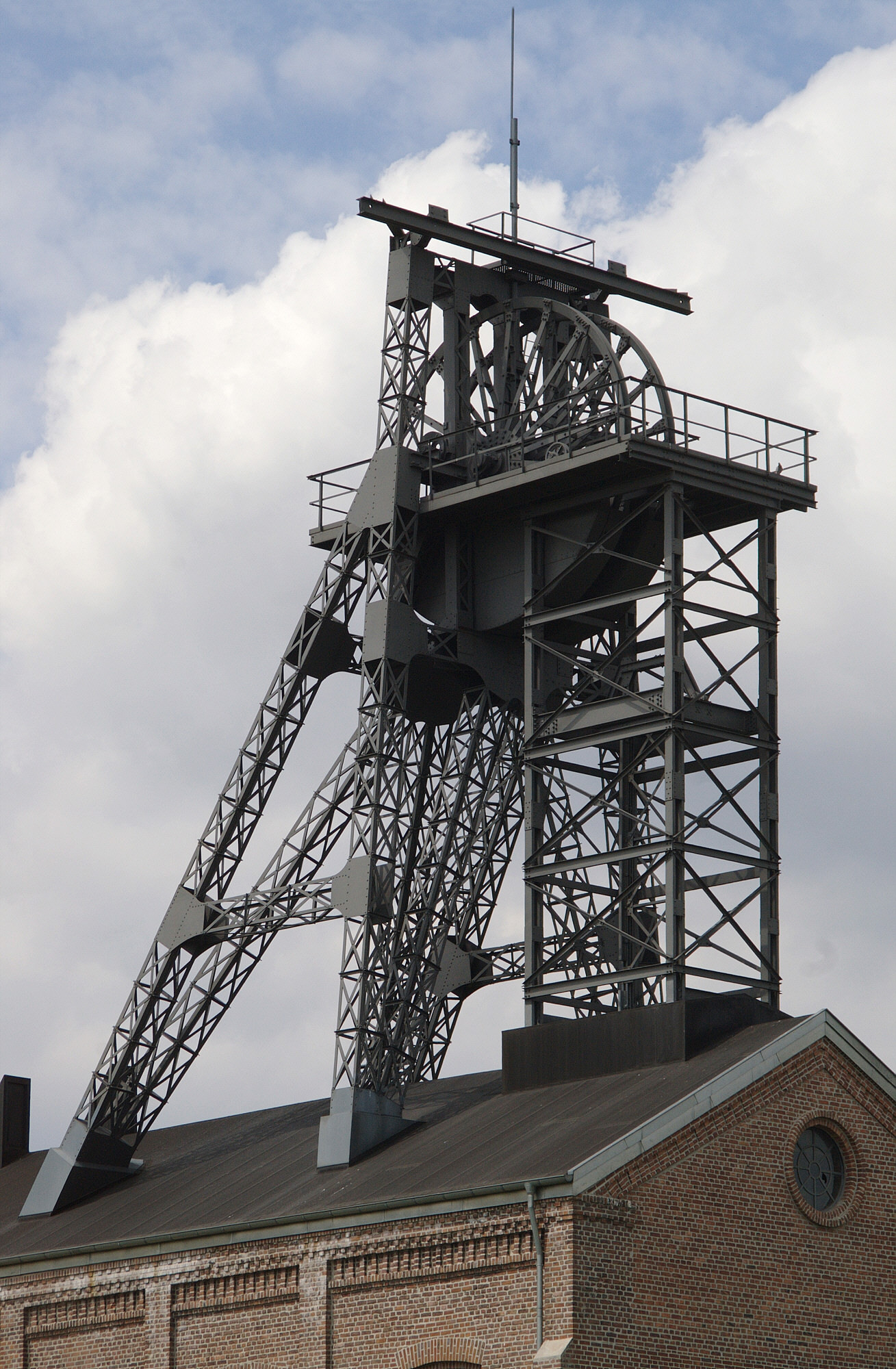
Detail